# Kaszás Gergő
Kaszás Gergő (Budapest, 1965. március 5. –) Jászai Mari-díjas magyar színész.

## Életpályája
Szülei Kaszás Sándor és Péter Ágnes. 1975–1978 között a Magyar Rádió gyermekszínésze volt, de szerepelt a televízióban is, a Kisfiúk és nagyfiúk című 1976-ban készült tévéfilmben. 1979–1983 között a budapesti Madách Imre Gimnázium tanulója volt. 1990-ben végzett a Színház- és Filmművészeti Főiskolán (1986-tól). 1990–1994 között a Budapesti Katona József Színház tagja volt. 1994–1997 között szabadúszó volt. Ebben az időszakban a Kaposvári Egyetem Pannon Lovasakadémiájának lótenyésztő-mérnöki szakán folytatott tanulmányokat.

„Kaposváron éppen indul egy lótenyésztő-mérnöki másoddiplomás képzés, és jelentkeztem rá.”

Felsőfokú tanulmányai  nem voltak összeegyeztethetők színházának, a „Katonának” elvárásaival. Számos főszereppel a háta mögött szakított a társulattal.
1997–2001 között a Bárka Színház színésze, 2003-tól az egri Gárdonyi Géza Színház tagja volt, 2011-től szabadúszó. 2020-tól egy évadig a salgótarjáni Zenthe Ferenc Színház színésze, 2021-től vendégművésze.
Tenyésztő munkájának legsikeresebb állomása, a 2010-es Magyar Ügetőderby. Naná nevű kancájával, pályacsúccsal diadalmaskodott.

## Színházi szerepei

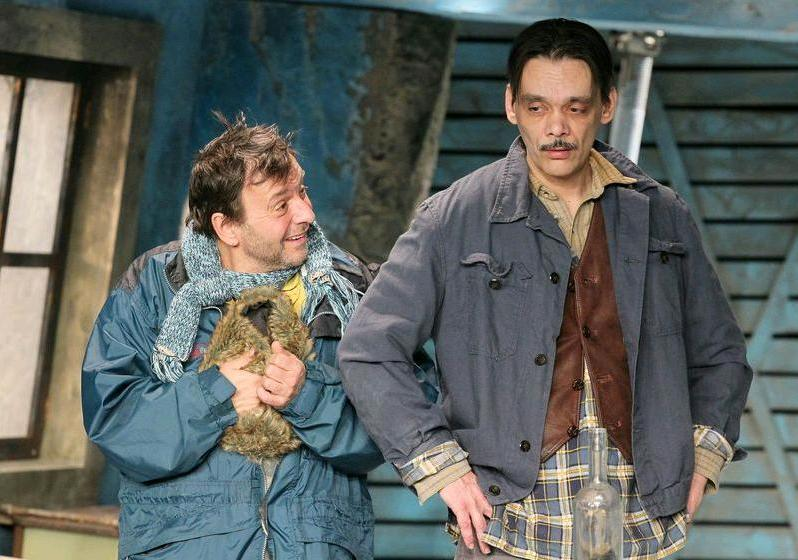
Székely Csaba: Bányavirág című előadásában (partnere Tóth József)

- Bohóc (Shakespeare: Vízkereszt, vagy amit akartok)
- Hamlet (Shakespeare: Hamlet)
- Cinna, a költő (Shakespeare: Julius Caesar)
- szereplő (Luigi Pirandello: Ma este improvizálunk)
- Kínai (Halász Péter: A kínai)
- Mr. Boerstecher (Halász Péter: Önbizalom – A kínai II.)
- Tüdőbajos fiú (Kárpáti Péter: Akárki)
- Roberto Zucco bátyja (Bernard-Marie Koltès: Robert Zucco)
- Merlin, göndör szőrű kiskutya; Papagáj (Ramón del Valle-Inclán: Lárifári hadnagy felszarvazása)
- Vang; Pincér; Szi Fu; Strichelő Tui; Tiszt (Bertolt Brecht: Turandot avagy a szerecsenmosdatók kongresszusa)
- Alwa Schöning (Frank Wedekind: Lulu)
- Thoroczkay Máté (Márton László: Az állhatatlan)
- Bosola (John Webster: Amalfi hercegnő)
- Pompeus (Shakespeare: Antonius és Kleopátra)
- Nyeznamov (Osztrovszkij: Ártatlan bűnösök)
- Trofimov (Csehov: Cseresznyéskert)
- Don Juan (Ödön von Horváth: Don Juan megjött a háborúból)
- Jimmy Porter (John Osborne: Dühöngő ifjúság)
- Dan (Patrick Marber: Egymásban)
- Báró (Gorkij: Éjjeli menedékhely)
- Terry Lennox (Raymond Chandler: Elkéstél, Terry!)
- Frank/Mat (Charlotte Jones: Emésztő tűz)
- Faust (Goethe: Faust)
- Galambos papi (Kőrösi Zoltán: Galambok)
- Szoljonij, Vaszilij Vaszilijevics (Csehov: Három nővér)
- Pinchard (Georges Feydeau: A hülyéje (A balek))
- Iván Vasziljevics Bunsa-Koreckij (Bulgakov: Iván, a rettentő)
- Al (Csányi János: A játék)
- Flaminio (Carlo Goldoni: A kávéház)
- Charley Burrard (Hamvai Kornél: Kitty Flynn)
- Csaszinszky Pali (Szép Ernő: Lila ákác)
- Törvényszéki elnök (Lehár Ferenc: Luxemburg grófja)
- Füles (Alan Alexander Milne: Micimackó)
- Katurian (Martin McDaonagh: A párnaember)
- Peer Gynt (Henrik Ibsen: Peer Gynt)
- Mercurtio (William Shakespeare: Rómeó és Júlia)
- Sade márki (Vörös Róbert: Sade márki 120 napja)
- Benedek (Shakespeare: Sok hűhó semmiért)
- Dúcse (Tasnádi István: Titanic vízirevü)
- Trissotin (Molière: Tudós nők)
- Shigemori herceg (Peter Oswald: Versekkel kártyázó szép hölgyek)
- Feste (Shakespeare: Vízkereszt)
- Bicke B. László (Tasnádi István: Finito)
- Színész (Gorkij: Éjjeli menedékhely)
- Iván (Székely Csaba: Bányavirág)
- Ince (Székely Csaba: Bányavakság)
- Ignác (Székely Csaba: Bányavíz)
- Guildenstern (Tom Stopard: Rosencrantz és Guildenstern halott)
- Trigorin (Csehov: Sirály)
- A Cigány (Székely Csaba: Kutyaharapás)
- IV. Henrik (Luigi Pirandello: IV. Henrik)

## Filmjei
- Hunyadi (2025)
- Drága örökösök (2019)
- A Viszkis (2017)
- Brazilok (2017)
- A martfűi rém (2015)
- Az éjszakám a nappalod (2014)
- Isteni műszak (2013)
- Majdnem szűz (2008)
- Sínjárók (2007)
- Tavasz, nyár, ősz (2007)
- Hangoskönyv (2006) (szereplő)
- Mansfeld (2006)
- József Attila: Óda (2005)
- Taxidermia (2005)
- Mert szabad vagyok (2001)
- Millenniumi mesék (2001)
- Kisváros (1994–2001)
- Chacho Rom – Az igazi cigány (1999)
- Téli világ (1998) (szereplő)
- Zimmer Feri (1998)
- Razzia az Aranyszarvasban (1996)
- „És ne vígy minket kísértésbe…” (1993)
- Bukfenc (1993)
- István király (1992)
- Közjáték – Kosztolányi (1991)
- Magyar rekviem (1991)
- Julianus barát (1991)
- Petőfi Sándor: Az apostol (1991)
- Vörös vurstli (1991)
- Iskolakerülők (1989)
- Teljes napfogyatkozás (1989)
- Kisfiúk és nagyfiúk (1977)
- „Séta bölcső-helyem körül” – Ady Endre (közreműködő)

## Szinkronszerepei
- Hannibal: Dr. Hannibal Lecter Mads Mikkelsen
- Sin City: Ethan Roark Jr. / That yellow bastard
- A part: Richard – Leonardo DiCaprio
- Rómeó + Júlia: Romeo Montague – Leonardo DiCaprio
- Artúr király (film): Galahad – Hugh Dancy
- Az elsüllyedt világok: Bob
- Armageddon (film): A.J.Frost – Ben Affleck
- Lélegzet (film): Love – Kevin Bacon
- Mystery Men – Különleges hősök: A láthatatlan fiú – Kel Mitchell
- Dawson és a haverok: Eddie Doling – Oliver Hudson
- Buffy, a vámpírok réme: Alexander 'Xander' Harris – Nicholas Brendon
- Shop-stop 2.: Dante Hicks – Brian O'Halloran
- Macska-jaj (film, 1998/1999): Zare Destanov – Florijan Ajdini
- Casino Royale (film, 2006): Le Chiffre – Mads Mikkelsen
- Sírhant művek: Frederico Diaz – Freddy Rodriguez
- Roswell (televíziós sorozat): Max Evans – Jason Behr
- Nyomtalanul (televíziós sorozat): Martin Fitzgerald – Eric Close
- Az elit alakulat: 2nd Lt. Thomas Peacock – David Nicolle
- Az igazság bajnokai: Deveraux Jones – Pepper Sweeney
- Jericho: Jake Green – Skeet Ulrich
- Deadwood: Wyatt Earp – Gale Harold
- Pearl Harbor – Égi háború: Danny Walker – Josh Hartnett
- Rekviem egy álomért: Harry Goldfarb – Jared Leto
- Pop, csajok satöbbi: Rob Gordon – John Cusack
- Blöff: Mickey O’Neil – Brad Pitt
- Fallout: Cooper Howard – Walton Goggins
- Brooklyn mélyén: Sal Procida nyomozó – Ethan Hawke
- A Ravasz, az Agy és két füstölgő puskacső: Eddy – Nick Moran

## Rádió
- Puskás Károly: Irodalmi séta Prágában (1975)
- Tertinszky Edit: A sokaság fia (1975)
- Derek Raby: Tigris (1976)
- Erich Kästner: Emil és a detektívek (1976)
- László Anna: Megmérettél (1976)
- Csukás István: Már megint elkalandozott az eszem (1977)
- Gárdonyi Géza: A láthatatlan ember (1977)
- Lázár Ervin: Utazás a vörös lovon (1977)
- Tolsztoj, Lev: Anna Karenina (1977)
- Giles Cooper: Kapdelcica (1978)
- Kosztolányi Dezső: Az ezredesné sebe (1978)
- Kosztolányi Dezső: Kanári (1978)
- Dickens, Charles: Copperfield Dávid (1979)
- Max Lündgren: Az aranynadrágos fiú (1979)
- Lindgren, Astrid: Öcsi és a repülő bácsika (1979)
- Szabó Magda: Sziget-kék (1979)
- Tadeusz Zimecki: Szólíthatlak nagyapónak? (1979)
- Óz, a nagy varázsló (1980) .... Totó
- Tar Sándor: Fehér habok (1984)
- Walter Scott: A lammermoori nász (1985)
- Gyárfás Miklós: Hűség Firenzében (1992)
- Jerzy Andrejewski: Senkise (1992)
- Szentkuthy Miklós: Dürer (1992)
- Gulácsy Lajos: Ibelon! A hó keserű! (1993)
- Ladislav Fuks: Boldogultak bálja (1993)
- Sean O'Casey: Az eke és a csillagok (1993)
- Jerofejev, Venegyikt: Moszkva - Petuski (1993)
- Darvasi László: Szív Ernőből karácsonyi ajándék lesz (1994)
- Spiró György: Vak Béla király (1995)
- Shakespeare: A windsori víg nők (Fenton)
- Rejtő Jenő: Piszkos Fred a kapitány (2001)
- Kabdebo Tamás: Thomas Mann üdvözlése (2002)
- Pimpáré és Vakvarjúcska (2011)
- Lanczkor Gábor: A malária (2012)
- Sultz Sándor: Retró (2012)
- Egressy Zoltán: Most érsz mellé (2013)
- Huncik Péter: Határeset (2013)
- Jonas Jonasson: Az analfabéta, aki tudott számolni (2014)
- Tasnádi István: A kőmajmok háza (2014)
- Huszár a teknőben: Mikszáth Kálmán válogatott írásaiból (2015)
- Simai Kristóf: Szakácskönyv (2015)
- Szabó Csaba Róbert: Temetés este tízkor (2016)
- Kőrösi Zoltán: Szerelmes évek (2017)
- Sánta Ferenc: Az ötödik pecsét (2017)
- A gyógyító halál - Magyar írók novellái az elmúlásról és a gyászról (2018) (szereplő, rendező)
- Vajda Mária: Hol a világ közepe? - parasztvallomások a szerelemről (2018)
- Elbukottak: Szomory Dezső novellái (2019)
- Kontra Ferenc: Wien. A sínen túl (2019)

## Díjai, elismerései
- Rádió nívódíj (1977)
- Jászai Mari-díj (2003)